# Стрибки у воду на Чемпіонаті світу з водних видів спорту 2015 — командні змагання
Командні змагання зі стрибків у воду на Чемпіонаті світу з водних видів спорту 2015 відбулись 29 липня.

## Результати
Фінал розпочався о 19:30.
| Місце | Країна          | Стрибуни                             | Очки   |
| ----- | --------------- | ------------------------------------ | ------ |
| 1     | Велика Британія | Томас Дейлі Ребекка Галлантрі        | 434.65 |
| 2     | Україна         | Олександр Горшковозов Юлія Прокопчук | 426.45 |
| 3     | Китай           | Чень Жолінь Сє Сиї                   | 425.40 |
| 4     | Росія           | Надія Бажина Віктор Мінібаєв         | 418.50 |
| 5     | Франція         | Лора Маріно Меттью Россе             | 417.20 |
| 6     | Мексика         | Аранча Чавес Іван Гарсія             | 399.40 |
| 7     | США             | Девід Бодая Джессіка Парратто        | 395.40 |
| 8     | Італія          | Ноемі Баткі Мішель Бенедетті         | 377.05 |
| 9     | Малайзія        | Чев Ївей Лох Лох Чжяї                | 360.50 |
| 10    | Білорусь        | Вадим Каптур Альона Хамулькіна       | 352.00 |
| 11    | Німеччина       | Тіна Пунцель Мартін Вольфрам         | 348.95 |
| 12    | Південна Корея  | Кім На Мі У Ха Рам                   | 331.95 |
| 13    | Румунія         | Мара Аякобоае Каталін Козма          | 318.95 |
| 14    | Єгипет          | Маха Абдельсалам Мохаб Ель-Корді     | 310.60 |